# Johanna Holmgren
Johanna Holmgren var en svensk sömmerska, verksam i Linköping. Hennes etablering fick en viss betydels för den då pågående utvecklingen inom sömmerskeyrket. 
År 1814 fick "jungfru Holmgren" tillstånd från skräddarnas skråämbete i Linköping att sy kvinnokläder mot särskild skatt. Hon blev därmed stadens första legalt registrerade yrkessömmerska. Holmgrens exempel blev ett precedensfall, och under de följande årtiondena fick ytterligare flera kvinnor tillstånd att bli sömmerskor. Trots att yrket som sömmerska i själva verket sedan länge var mycket vanligt för en kvinna, så stod det utanför skräddarnas skrå, och en sömmerska fick normalt sett inte konkurrera med skräddarna: de fick till exempel inte anställa andra och brukade endast få dispenstillstånd om det var nödvändigt för att försörja sig och då mestadels från stadens myndigheter snarare än från skråna. Dessa bestämmelser underminerades dock genom alla dispenser som gavs av myndigheter tvärs emot skrånas önskan, eftersom yrket ansågs så passande för kvinnor, och under 1800-talets början etablerade sömmerskor överallt i städer och landsbygd verkliga ateljér med anställda, en utveckling Holmgren och hennes precedensfall spelade en roll i. I Linköping fick ytterligare tre kvinnor tillstånd att etablera sig som sömmerskor före 1840.  